# Christian Heinrich Breuning
Christian Heinrich Breuning (* 24. Dezember 1719 in Leipzig; † 16. November 1780 ebenda) war ein deutscher Rechtswissenschaftler. Er lehrte an der Universität Leipzig.

## Leben
Der Sohn des Lehrers Johann Friedrich Breuning und der Maria Regina, geborene Schmidtin erhielt zunächst Unterricht von seinem Vater. Danach besuchte er die Thomasschule zu Leipzig, wo sein Vater arbeitete. 1739 begann er auf Rat seiner dortigen Lehrer ein Jurastudium an der Universität Leipzig. Nach Studienabschluss 1749 erhielt er den Grad eines Baccalaureus der Rechtswissenschaften.
Am 25. Mai 1752 verteidigte Breuning eine Probeschrift ohne Vorsitz und promovierte anhand seiner Dissertatio iuris universalis de conditionibus principis diversis zum Doktor beider Rechte. In der nächsten Zeit wirkte er als Dozent, daneben beschäftigte er sich mit seiner Fortbildung und übte sich in der Disputation, um später eine Professur in Leipzig erhalten zu können.
Außerordentlicher Professor der Rechtswissenschaften wurde Breuning am 29. Mai 1754. Seine Antrittsrede trug den Titel De Autoritate Poetarum, maxime Virgilii apud Jure-Consultos. 1756 nahm ihn die Duisburger gelehrte Gesellschaft auf.
Breuning erhielt 1762 die ordentliche Professur des Natur- und Völkerrechts. Diese hielt er bis zu seinem Tode 1780 im Alter von 60 Jahren inne.

## Werke (bis 1757)
- Prolusio, Ad Orationem D. Helvii Pertinacis A. in § 7. J. quib. mod. testam. infirmantur (Leipzig 1750)
- Prolusio, De SCto Modestiano, ex Cap. I. Dig. de fugitivis (Leipzig 1751)
- Prolusio, Tractatio I. de patria potestate, ejusque effectibus, ex principiis Juris Naturalis (Leipzig 1751)
- Diss. Inaug. De Praetoribus & Jure honorario, eversoribus Juris Civilis (Leipzig 1752)
- Specimen Imum Interpretationis ex Herennio Modestino (Leipzig 1752)
- Diss. De praescriptione liberis gentibus incognita (Leipzig 1752)
- Diss. De Juramento Jure Gentium incognito (Leipzig 1752)
- Diss. De Vaderphio veterum Germanorum (Leipzig 1752)
- Specimen IIdum Interpreationis ex Herennio Modestino (Leipzig 1752)
- Diss. De origine Successionis in causa interstati (Leipzig 1753)
- Specimen IIItium Interpreationis ex Herennio Modestino (Leipzig 1753)
- Diss. […], feu, De abdicatione, ad L. 6. C. de patr. potestat (Leipzig 1753)
- Diss. De praestatione evictionis Jure Naturali incognita (Leipzig 1753)
- Specimen IVtum Interpretationis ex Herennio Modestino (Leipzig 1753)
- Diss. De filio juste exheredato connumenrando in constituenda legitimae quantitate (Leipzig 1753)
- Progr. Inaug. De Politica SCti Vellejani de fidejussione feminarum (Leipzig 1754)
- Tractatio, De Dotalitio ob secundas nuptias non cessante (Leipzig 1754)
- Diss. De conditionibus Principis diversis (Leipzig 1754)
- Tractatio IIda, De patria potestate, ejusque effectibus ex principiis Juris Naturae (Leipzig 1755)
- Diss. De testamenti factione feminarum (Leipzig 1755)
- Diss. De restitutione natalium (Leipzig 1755)
- Diss. De causa doli in transactione (Leipzig 1755)
- Specimen I. Quastionum Juris Naturalis illustrium (Leipzig 1756)
- Diss. De ejuratione cognationis & familiae (Leipzig 1756)